# Liste der Monuments historiques in Le Meux
Die Liste der Monuments historiques in Le Meux führt die Monuments historiques in der französischen Gemeinde Le Meux auf.

## Liste der Bauwerke
| Bezeichnung | Beschreibung                  | Standort | Kennzeichnung | Schutzstatus | Datum | Bild           |
| ----------- | ----------------------------- | -------- | ------------- | ------------ | ----- | -------------- |
| Schloss     | Erbaut ab dem 17. Jahrhundert | (Lage)   | PA00114747    | Inscrit      | 1977  | weitere Bilder |

## Liste der Objekte
- Monuments historiques (Objekte) in Le Meux in der Base Palissy des französischen Kultusministeriums